# Associazione Sportiva Fidelis Andria 1993-1994
Questa pagina raccoglie le informazioni riguardanti l'Associazione Sportiva Fidelis Andria nelle competizioni ufficiali della stagione 1993-1994.

## Stagione
Nella stagione 1993-1994 la Fidelis Andria allenata da Attilio Perotti disputa il Campionato di Serie B, raccoglie 39 punti che gli valgono il nono posto in classifica. La caratteristica più rilevante di questa stagione della squadra biancoazzurra è determinata dalle poche segnature e dallo stesso modesto numero di reti subite (28). Al termine del girone di andata la squadra pugliese con 22 punti è quarta in classifica. Nel girone di ritorno perde qualche posizione, senza mai soffrire i timori di dover lasciare la categoria. Un campionato caratterizzato da ben 23 pareggi su 38 incontri, un altro dato questo, che dimostra la solidità della formazione allestita da Perotti. Nella Coppa Italia subito fuori ad agosto per mano del Pisa.

## Rosa
| N. |                   | Ruolo | Calciatore                 |
| -- | ----------------- | ----- | -------------------------- |
|    | Italia (bandiera) | C     | Andrea Bianchi             |
|    | Italia (bandiera) | C     | Gaspare Cacciola           |
|    | Italia (bandiera) | C     | Roberto Cappellacci        |
|    | Italia (bandiera) | C     | Giuseppe Carillo           |
|    | Italia (bandiera) | D     | Vincenzo Del Vecchio       |
|    | Italia (bandiera) | D     | Silvio Vittorio Giampietro |
|    | Italia (bandiera) | A     | Giovanni Ianuale           |
|    | Italia (bandiera) | A     | Vittorio Insanguine        |
|    | Italia (bandiera) | D     | Giuseppe Luceri            |
|    | Italia (bandiera) | C     | Filippo Masolini           |
|    | Italia (bandiera) | C     | Fabrizio Mastini           |
|    | Italia (bandiera) | C     | Marco Mazzoli              |

| N. |                   | Ruolo | Calciatore          |
| -- | ----------------- | ----- | ------------------- |
|    | Italia (bandiera) | C     | Valerio Mazzucato   |
|    | Italia (bandiera) | D     | Luca Monari         |
|    | Italia (bandiera) | P     | Luca Mondini        |
|    | Italia (bandiera) | C     | Gianluca Musumeci   |
|    | Italia (bandiera) | D     | Davide Nicola       |
|    | Italia (bandiera) | C     | Raffaele Quaranta   |
|    | Italia (bandiera) | D     | Roberto Ripa        |
|    | Italia (bandiera) | A     | Giancarlo Romairone |
|    | Italia (bandiera) | D     | Fabio Rossi         |
|    | Italia (bandiera) | C     | Donato Terrevoli    |
|    | Italia (bandiera) | A     | Marco Salerno       |

## Risultati

### Campionato

#### Girone di andata
| Andria 29 agosto 1993 1ª giornata | Fidelis Andria       | 0 – 0 | Brescia | Stadio Comunale\| Arbitro: \| Brignoccoli (Ancona) \| |
| Arbitro:                          | Brignoccoli (Ancona) |       |         |                                                       |

| Arbitro: | Pacifici (Roma) |

|  |           |               |
|  | Marcatori | 90’ Romairone |

| Arbitro: | Treossi (Forlì) |

|                                 |           |                |
| Ripa 45’ M. Bizzarri 75’ (aut.) | Marcatori | 80’ Zanoncelli |

| Arbitro: | Arena (Ercolano) |

|                          |           |  |
| Delpiano 47’ Giorgio 58’ | Marcatori |  |

| Arbitro: | Dinelli (Lucca) |

|                               |           |                          |
| Bonaldi 34’ (rig.) Monaco 36’ | Marcatori | 60’ Ripa 67’ Cappellacci |

| Arbitro: | Rodomonti (Teramo) |

|              |           |                             |
| Masolini 55’ | Marcatori | 2’ Scarafoni 12’ Calcaterra |

| Cosenza 10 ottobre 1993 7ª giornata | Cosenza            | 0 – 0 | Fidelis Andria | Stadio San Vito\| Arbitro: \| Tombolini (Ancona) \| |
| Arbitro:                            | Tombolini (Ancona) |       |                |                                                     |

| Andria 17 ottobre 1993 8ª giornata | Fidelis Andria     | 0 – 0 | Fiorentina | Stadio Comunale\| Arbitro: \| Stafoggia (Pesaro) \| |
| Arbitro:                           | Stafoggia (Pesaro) |       |            |                                                     |

| Arbitro: | Borriello (Mantova) |

|  |           |                                  |
|  | Marcatori | 44’ Quaranta 50’, 85’ Insanguine |

| Arbitro: | Quartuccio (Torre Annunziata) |

|              |           |  |
| Quaranta 81’ | Marcatori |  |

| Ancona 14 novembre 1993 11ª giornata | Ancona        | 0 – 0 | Fidelis Andria | Stadio del Conero\| Arbitro: \| Lana (Torino) \| |
| Arbitro:                             | Lana (Torino) |       |                |                                                  |

| Arbitro: | Bolognino (Milano) |

|                |           |                |
| Insanguine 70’ | Marcatori | 50’ A. Morello |

| Arbitro: | Beschin (Legnago) |

|              |           |              |
| Tangorra 57’ | Marcatori | 77’ Masolini |

| Arbitro: | Pellegrino (Barcellona Pozzo di Gotto) |

|                |           |                     |
| Insanguine 72’ | Marcatori | 45’ (rig.) Rastelli |

| Verona 12 dicembre 1993 15ª giornata | Verona            | 0 – 0 | Fidelis Andria | Stadio Marcantonio Bentegodi\| Arbitro: \| Bonfrisco (Monza) \| |
| Arbitro:                             | Bonfrisco (Monza) |       |                |                                                                 |

| Andria 18 dicembre 1993 16ª giornata | Fidelis Andria  | 0 – 0 | Padova | Stadio Comunale\| Arbitro: \| Boggi (Salerno) \| |
| Arbitro:                             | Boggi (Salerno) |       |        |                                                  |

| Andria 2 gennaio 1994 17ª giornata | Fidelis Andria              | 0 – 0 | Palermo | Stadio Comunale\| Arbitro: \| Cinciripini (Ascoli Piceno) \| |
| Arbitro:                           | Cinciripini (Ascoli Piceno) |       |         |                                                              |

| Arbitro: | Bolognino (Milano) |

|  |           |                     |
|  | Marcatori | 83’ (rig.) Masolini |

| Andria 16 gennaio 1994 19ª giornata | Fidelis Andria | 0 – 0 | Pisa | Stadio Comunale\| Arbitro: \| Rosica (Roma) \| |
| Arbitro:                            | Rosica (Roma)  |       |      |                                                |

#### Girone di ritorno
| Arbitro: | Luci (Firenze) |

|                               |           |  |
| Neri 50’ Bonometti 58’ (rig.) | Marcatori |  |

| Arbitro: | Arena (Ercolano) |

|             |           |           |
| Ianuale 47’ | Marcatori | 14’ Vieri |

| Ascoli Piceno 6 febbraio 1994 22ª giornata | Ascoli          | 0 – 0 | Fidelis Andria | Stadio Cino e Lillo Del Duca\| Arbitro: \| Nicchi (Arezzo) \| |
| Arbitro:                                   | Nicchi (Arezzo) |       |                |                                                               |

| Arbitro: | Fucci (Salerno) |

|          |           |  |
| Ripa 90’ | Marcatori |  |

| Andria 20 febbraio 1994 24ª giornata | Fidelis Andria        | 0 – 0 | Venezia | Stadio Comunale\| Arbitro: \| Racalbuto (Gallarate) \| |
| Arbitro:                             | Racalbuto (Gallarate) |       |         |                                                        |

| Arbitro: | Pellegrino (Barcellona Pozzo di Gotto) |

|                                               |           |                      |
| Scugugia 4’ Scarafoni 54’ (rig.) Dolcetti 67’ | Marcatori | 21’ Ripa 90’ Ianuale |

| Arbitro: | Nepi (Viterbo) |

|             |           |  |
| Ianuale 55’ | Marcatori |  |

| Arbitro: | Boggi (Salerno) |

|                                          |           |                |
| M. Orlando 8’ Batistuta 29’ Robbiati 47’ | Marcatori | 62’ A. Bianchi |

| Arbitro: | Cardona (Milano) |

|  |           |                  |
|  | Marcatori | 20’ A. Carnevale |

| Arbitro: | Bonfrisco (Monza) |

|             |           |                |
| Viviani 14’ | Marcatori | 43’ Insanguine |

| Andria 9 aprile 1994 30ª giornata | Fidelis Andria  | 0 – 0 | Ancona | Stadio Comunale\| Arbitro: \| Bettin (Padova) \| |
| Arbitro:                          | Bettin (Padova) |       |        |                                                  |

| Arbitro: | Dinelli (Lucca) |

|                                    |           |                     |
| A. Morello 62’ F. Rossi 90’ (aut.) | Marcatori | 87’ (rig.) Masolini |

| Andria 24 aprile 1994 32ª giornata | Fidelis Andria   | 0 – 0 | Bari | Stadio Comunale\| Arbitro: \| Baldas (Trieste) \| |
| Arbitro:                           | Baldas (Trieste) |       |      |                                                   |

| Arbitro: | Lana (Torino) |

|                            |           |                              |
| Di Stefano 16’ Taccola 87’ | Marcatori | 28’ (rig.) Masolini 41’ Ripa |

| Arbitro: | Bonfrisco (Monza) |

|                      |           |                  |
| Ianuale 64’ Ripa 84’ | Marcatori | 12’, 44’ Inzaghi |

| Arbitro: | Bolognino (Milano) |

|                   |           |                     |
| Longhi 57’ (rig.) | Marcatori | 59’ (rig.) Masolini |

| Palermo 22 maggio 1994 36ª giornata | Palermo         | 0 – 0 | Fidelis Andria | Stadio La Favorita\| Arbitro: \| Braschi (Prato) \| |
| Arbitro:                            | Braschi (Prato) |       |                |                                                     |

| Arbitro: | Tombolini (Ancona) |

|             |           |  |
| Ianuale 38’ | Marcatori |  |

| Pisa 5 giugno 1994 38ª giornata | Pisa            | 0 – 0 | Fidelis Andria | Stadio Arena Garibaldi\| Arbitro: \| Bettin (Padova) \| |
| Arbitro:                        | Bettin (Padova) |       |                |                                                         |

## Coppa Italia
| Arbitro: | Nepi (Viterbo) |

|  |           |                            |
|  | Marcatori | 52’ Susic 64’ G. Lorenzini |